# Гурбуки
Гурбуки́ (дарг. ГъурбукIи) — село в Карабудахкентском районе Республики Дагестан. 
Образует муниципальное образование село Гурбуки со статусом сельского поселения как единственный населённый пункт в его составе.

## Географическое положение
Село расположено по обоим берегам реки Губденозень, в 8 км к югу от районного центра села Карабудахкент и в 3 км к северо-востоку от села Губден.

## История
Село основано в 1930 году как отсёлок жителями из соседнего села Губден.
До основания Гурбуки на месте села находился полупустынная земля, покрытая густым кустарником. В 1929 году Ибрагим Карабудагов из Губдена уговорил двух своих братьев и близких друзей освоить местные земли. Позже первые восемь дворов переселились из Губдена в новое селение, названное Гурбуки, ставшее отсёлком. Вскоре начали селиться и другие губденцы. Строили дома из саманного кирпича, из него же возводили животноводческие помещения. В 1930 году возникла артель, а затем колхоз имени Ленина. Ибрагим Карабудагов стал первым председателем колхоза имени Ленина.

## Население
| 1939  | 1970  | 1989  | 2002  | 2010  | 2012  | 2013  |
| ----- | ----- | ----- | ----- | ----- | ----- | ----- |
| 336   | ↗2211 | ↗3111 | ↗4289 | ↗5322 | ↗5428 | ↗5517 |
| 2014  | 2015  | 2016  | 2017  | 2018  | 2019  | 2020  |
| ↗5774 | ↗5857 | ↗5974 | ↗6077 | ↗6166 | ↗6281 | ↗6411 |
| 2021  | 2023  | 2024  | 2025  |       |       |       |
| ↗7022 | ↗7163 | ↗7289 | ↗7413 |       |       |       |